# Levanna Centrale
Levanna Centrale – szczyt w Alpach Graickich, części Alp Zachodnich. Leży na granicy między Francją (region Owernia-Rodan-Alpy) a Włochami (region Piemont). Należy do masywu Alpi di Lanzo e dell’Alta Moriana. Jest najwyższym szczytem małego górskiego masywu Levanne. Szczyt można zdobyć ze schronisk Refuge des Evettes (2590 m) po stronie francuskiej oraz z Rifugio Paolo Daviso (2280 m), Rifugio Vittorio Raffaele Leonesi (2909 m) i Rifugio Guglielmo Jervis (2250 m) po stronie włoskiej.
Szczyty masywu:
- Levanna Orientale – 3555 m
- Levanna Centrale – 3619 m
- Levanna Occidentale – 3593 m

Pierwszego wejścia na najwyższy wierzchołek dokonali A. Gramaglia i L. Vaccarone 17 sierpnia 1875 r.